# Camera dei rappresentanti (Giappone)
La Camera dei rappresentanti (衆議院?, Shūgiin) è la camera bassa della Dieta del Giappone. La Camera dei consiglieri è la camera alta.
La Camera dei rappresentanti conta 465 membri, eletti per un mandato di quattro anni. Di questi, 176 sono eletti negli undici collegi plurinominali con un sistema proporzionale, e 289 sono eletti in collegi uninominali.

## Diritto di voto attivo e passivo
I cittadini giapponesi di almeno 18 anni di età hanno il diritto di voto attivo, mentre i cittadini giapponesi di almeno 25 anni di età possono presentarsi come candidati.

## Durata del mandato
Il pieno mandato parlamentare è di quattro anni, coincidente con la durata della legislatura, seppur con la possibilità di rielezione. A causa delle frequenti elezioni anticipate, però, il mandato effettivo spesso è di due-tre anni.

## Differenze tra camera bassa e camera alta
La Camera dei rappresentanti ha numerosi poteri che non sono di competenza della Camera dei consiglieri. Se una proposta di legge viene approvata dalla camera bassa, la Camera dei rappresentanti, ma viene respinta dalla camera alta, la Camera dei consiglieri, la Camera dei rappresentanti può superare la decisione dell'altra camera con una nuova votazione per la quale si richiede la maggioranza dei due terzi. 
Per ciò che riguarda i trattati internazionali, il bilancio, e la scelta del primo ministro, in ogni modo, la Camera dei consiglieri può solo ritardarne i passaggi, ma non può bloccare la legislazione. Per questo, la Camera dei Rappresentanti, è considerata la camera con più poteri.
I membri della Camera dei rappresentanti sono, inoltre, eletti per un periodo di tempo minore rispetto a quelli della Camera dei consiglieri, che hanno 6 anni di mandato.
La camera bassa può essere sciolta dal primo ministro di sua volontà o per l'approvazione di una mozione di sfiducia, mentre la Camera dei consiglieri non può essere sciolta. 
Infine, la Camera dei rappresentanti è considerata più sensibile all'opinione pubblica, ed è denominata "camera bassa". Questo termine deriva dalla Costituzione Meiji del 1889, in cui la Camera dei pari funzionava come camera superiore aristocratica in una forma simile alla Camera dei lord nel sistema inglese, o la Herrenhaus della Prussia, a cui la Costituzione Meiji si ispirava.